# یواس‌اس ساراسوتا (ای‌پی‌ای-۲۰۴)
یواس‌اس ساراسوتا (ای‌پی‌ای-۲۰۴) (به انگلیسی: USS Sarasota (APA-204)) یک کشتی بود که طول آن ۴۵۵ فوت (۱۳۹ متر) بود. این کشتی در سال ۱۹۴۴ ساخته شد.